# Știri RMN
Agenția Informațională „Știri RMN”(în rusă "Лента ПМР", "Lenta PMR") este un site web de știri în limba rusă, bazat în Tiraspol, Transnistria, Republica Moldova.
A fost lansată ca agenție de presă independentă în iulie 2004 în Republica Moldovenească Nistreană. 
Din iulie 2009 până în martie 2008, director general și redactor al agenției a fost analist politic, publicist și prozator Roman Conopliov.
În perioada 2008–2013, unul dintre redactorii site-ului a fost Dmitrii Soin, deputat în Sovietul Suprem al Republicii Moldovenești Nistrene, lider al partidului popular-democratic „Prorîv”, și fost șef al Departamentului de Securitate din Transnistria.

## Listă de redactori-șef
- Roman Conopliov - primul redactor-șef (2004-2008)
- Dmitrii Soin - redactor-șef (2008-2013)